# Svájc vasúti közlekedése

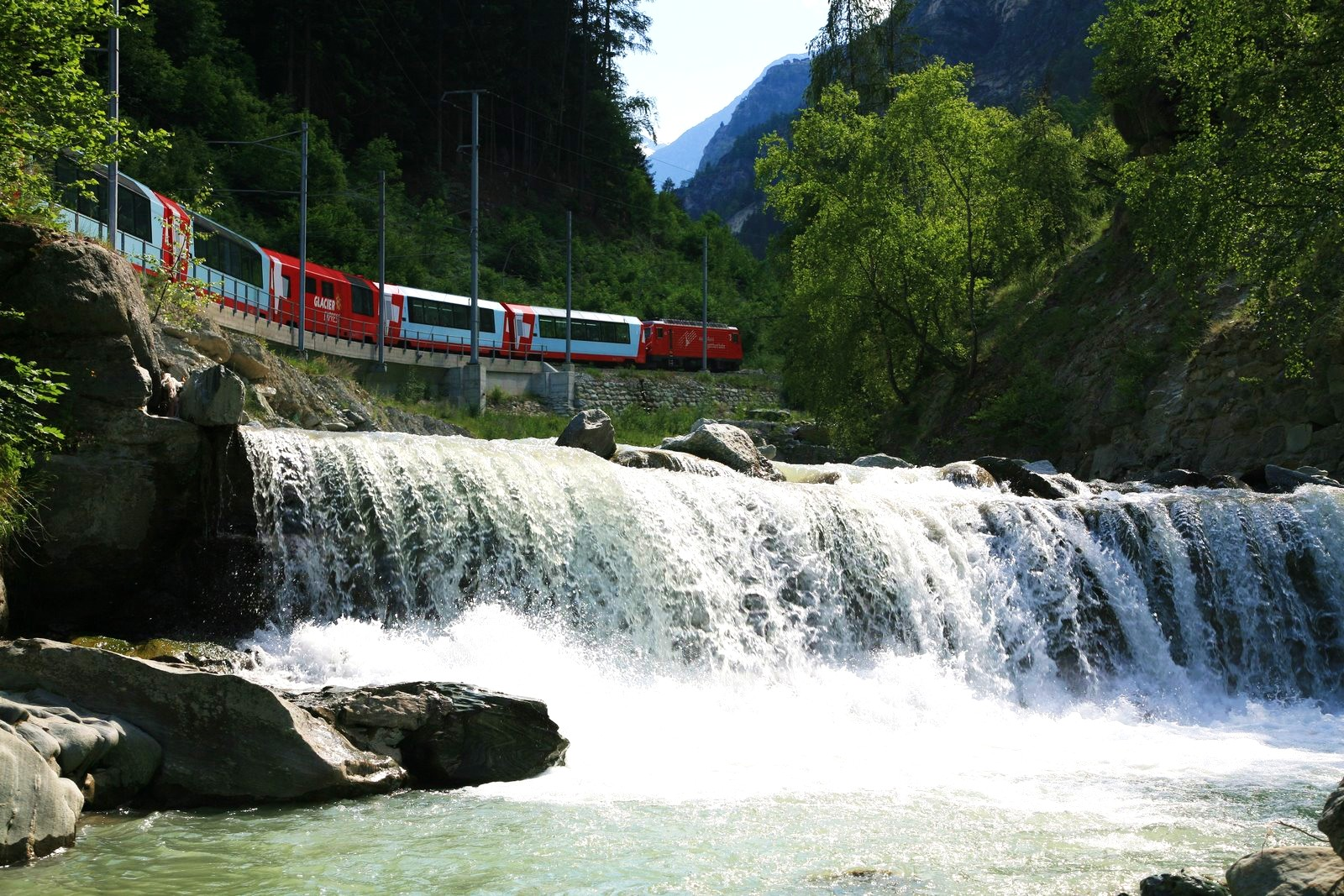
A Glacier-Express

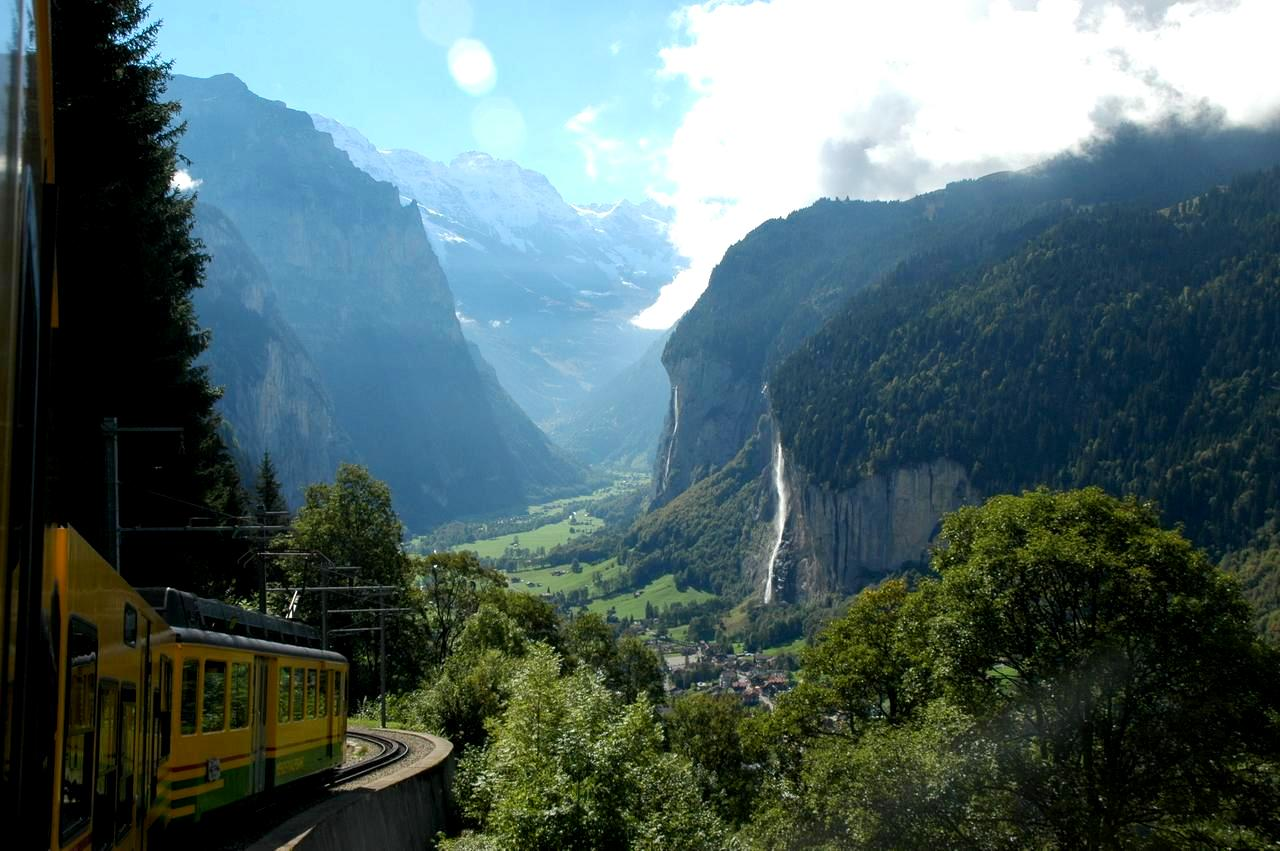
Személyvonat Svájcban

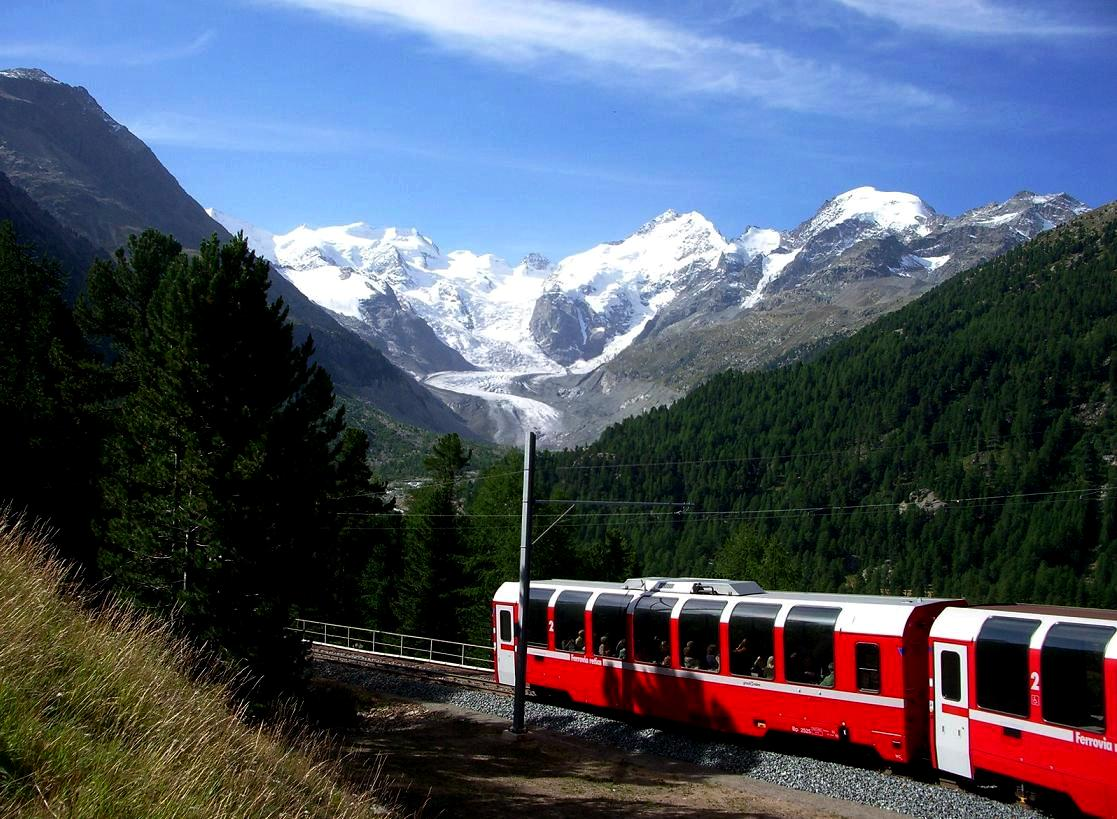
A Bernina-Express

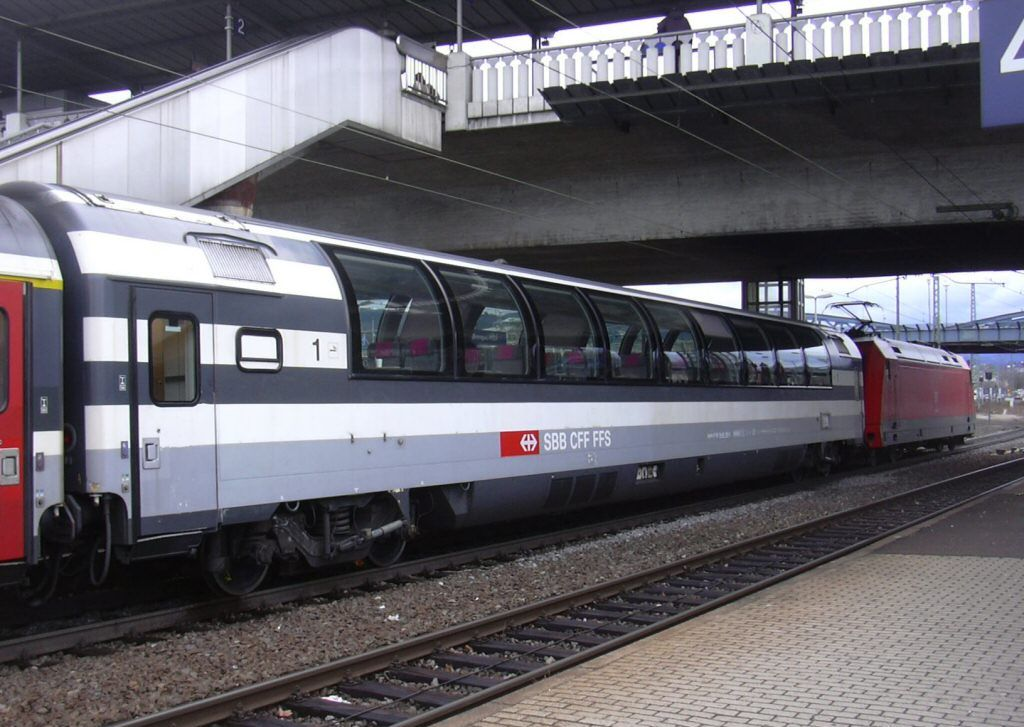
Panorámakocsi Svájcban

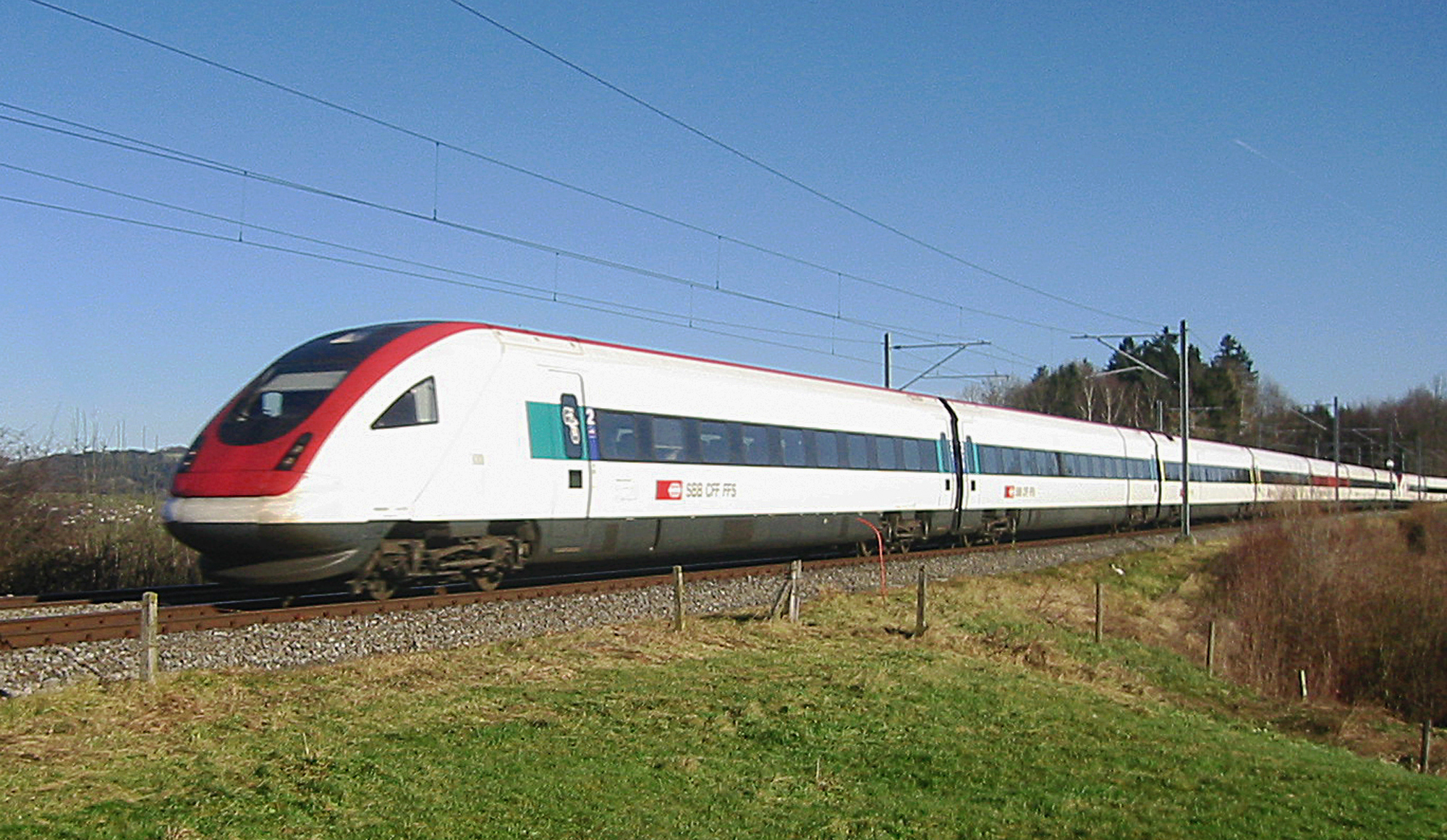
SBB RABDe 500 motorvonat

Az Alpok legmagasabb hegyei között lévő Svájc területe Magyarországnak alig 40%-a, ám stratégiai fekvése, történelme és tranzit útvonalai miatt mégis Európa egyik legmeghatározóbb, nyelvileg és kulturálisan sokszínű országa. Vasúthálózatának hossza 4888 km. Ebből 3397 km normál nyomtávú (3142 km villamosítva), 1481 km (1378 km villamosítva) 1000 mm-es nyomtávú, 10 km pedig 800 mm-es nyomtávú (10 km villamosítva). A villamosított vonalak aránya a világon itt a legmagasabb, csaknem 100%-os. A felmérés évei: 2003 és 2008. A kőolajban és kőszénben szegény ország hamar felismerte a villamos vontatás előnyét. Ebben a hegyekben elérhető olcsó vízienergia is a döntő szerepet játszott.

## A svájci vasúti liberalizáció
A svájci vasúthálózat a kezdetektől fogva liberalizált. A vonalak alig 53%-a van állami társaság kezelésében. Az országban négy hivatalos nyelv van: a német, a francia, az olasz és a rétoromán. Emiatt az országos közszolgáltatók – mint amilyen a posta és a vasút – hivatalos neve nyelvterületenként eltérő. Így németül Schweizerische Bundesbahnen (SBB), franciául Chemins de Fer Fédéraux Suisses (CFF) míg olaszul Ferrovie Federali Svizzere (FFS). A társaság 3069 km normál nyomtávolságú pályát tart fenn. A SBB profiltisztítása jegyében az egyetlen keskenynyomközű vasútját 2005 január elsejével egyesítette az LSE magántársasággal. Az egyelőre nem világos, hogy a „Zentralbahn” elnevezésű új vasút az SBB, vagy az LSE részeként folytatja-e tevékenységét.
Az 1530 km-nyi keskenynyomközű vasutak noha jelentős személy- és esetenként teherszállítást bonyolítanak le, nem tekinthetők olyan cégeknek, amelyek képesek lennének kitörni a normál hálózatokra. Az 1168 km magánkézben lévő normál nyomtávú hálózat viszont nagyon is érintett a liberalizációban. Noha az Első Vasúti Csomagot Svájc még nem ültette át a hazai jogba, a teherszállításban a diszkriminációmentes és szakszerű kapacitás elosztás megoldott. A normál nyomtávú hálózat egyik kulcspozíciója a BLS Lötschbergbahn magántársaság kezében volt. Hozzájuk tartozott a Bern–Milánó fővonal egy része, azaz a két észak–dél irányú összeköttetés egyike.
E helyzet megakadályozhatta volna a piaci liberalizációt, ezért az állami SBB fokozatosan átvette a BLS közforgalmi feladatait. 2001-ben alapították meg a BLS Cargo AG-t, amely évről évre 50%-kal növelve teljesítményét. 2003-ban már 1,31 millió tonna km-t teljesített, 7-ről 12%-ra növelve részesedését a vasúti árufuvarozásban. Ez az eredmény annak köszönhető, hogy vonatai immár a német és olasz határ között közlekedhetnek. A forgalom növekedésében szerepet játszott, hogy a BLS-ben a német állami DB AG részesedést szerzett.
A BLS-ről sorra választják le a teherszállítással össze nem függő funkciókat. A pályafenntartást már lényegében az SBB végzi, és a távolsági forgalom is az övé. A 2004/05-ös menetrend életbe lépésével pedig már a 248 km-es hálózatának helyi személyszállításból is teljesen kivonult.
A BLS előremenekülése érthető, hiszen a hegyi szakasza kiváltásra kerül egy épülő bázisalagúttal. A Lötschberg-bázisalagút mellett a Gotthárd-hágó alatt is új, kétvágányú vasúti alagút épült. E vonalak nagymértékben növelik majd a vasúti tranzit kapacitást.

## Svájc vasúti személyszállítása
A törzshálózatot birtokló SBB-CFF-FFS állami vasúttársaság hálózatán évente 284,6 millió utas fordul meg 12,2 milliárd utaskm-t teljesítve, amihez hozzájön a jelentősebb magántársaságok 1910 km pályáján teljesített 3,1 milliárd utaskilométer. A 15,3 milliárd éves utaskilométer teljesítmény másképp azt jelenti, hogy az átlag svájci 2131 km-t utazik évente vasúton, míg az átlagos magyar csak 971-et, míg az átlagos EU-15 lakos csak 815-öt.
A hatalmas utasmennyiség több okra vezethető vissza. Lényegében az egész ország egy nagyra nőtt, sűrűn lakott agglomeráció. A jutányos árú havi és éves jegyek, illetve 50%-os kedvezményre jogosító, továbbá bizonyos időszakokban díjmentes utazást lehetővé tévő kártyák nagy száma, a sűrű vonatközlekedés, színvonalas szolgáltatás vezetett a svájci vasutak nagy népszerűségéhez. A vasúti közlekedés részaránya 14%-os az ország statisztikai hivatala szerint, ami nagyobb, mint a 2002-ben EU-tag országok bármelyikében.
A lakosság mobilitása az országban nagy, sportrendezvények, hétvégi kirándulások, tömegrendezvények felkeresésére szívesen utaznak az emberek vonattal. A P+R parkolók is nagyon népszerűek, ahogy a közlekedési szövetség nyújtotta előnyök is. Az is csak itt fordul elő, hogy elővárosi utasok EuroCity vonattal utaznak haza.
Egyszerű a svájci díjszabás is. Lényegében háromféle kedvezmény lehet: 0, 50 vagy 100%-os. Az utazás előtti menetjegyváltás nagyon ritka. Ez a bérletes, kártyás utazások nagyon magas arányára utal. Ha már az ember zsebében ott lapul az egy-két-három évig érvényes vonatjegy, akkor meggondolja kétszer is, fizessen a kocsija használatért, mikor a vonat „ingyen” elviszi.
A sokféle magántársaság persze árnyalja a képet, ezért valamennyi kedvezményre jogosító kártyához mellékelnek egy apró térképet, melyen be van jelölve, hogy hol milyen kedvezménnyel utazhat az utas. Rosszul „csak” a külföldiek járnak. A nemzetközi „bérlet” jegyekhez ugyanis nem adtak ki ilyet. A díjszabás több oldalon keresztül sorolja a társaságokat és viszonylatokat, ahol 50%-os kedvezmény jár. A gyakorlatban ezeknek a pontoknak értelmezése a svájci állomások pénztárosainak képességét is sokszor meghaladta, pedig Európában példátlan módon valamennyi pénztárban volt érvényes nemzetközi díjszabás.
Noha az ország déli részén található keskenynyomközű vasutak főleg turistaszállítást végeznek, azért a törzshálózat túlnyomó többségén az ingázó svájciakra építik az üzleti tervet.
A svájci hálózat ékes példája annak, hogy ütemes menetrendet csak olyan vasutaknak érdemes bevezetni, akik garantálni tudják a közel 100%-os pontosságot. Noha Svájc erről híres, de a valóságban azért előfordul nem ritkán csatlakozásmulasztás. Csupán ilyen esetben a következő vonat általában nem 60, hanem 30 perc múlva indul. Különösen rossz helyzetben vannak a külföldiek, akik nem mindig találnak át egyik vasúttársaság megállójából a másikba a rendelkezésre álló két-három perc alatt.
A legtöbb szakaszon kapacitásának maximumán dolgozó svájci vasutak precíz szervezőmunkával összerakott menetrendje ritkán változik jelentősen, és a vonatok vágányának száma is állandónak tekinthető. Így a rendszer alapját képző ingázók általában kiismerik magukat az óránként egy nagyobb városból induló több tucat vonat között.
2004. december 12-én megindult a menetrend szerinti forgalom Svájc első nagysebességű vasútvonalán Olten és Bern között, melynek kiépítési sebessége 200 km/h – az ETCS 2-es szintű vonatbefolyásoló rendszer kezdeti hibáit hamarosan kijavították, és azóta gond nélkül üzemel. A menetidő Bern és Zürich között 69 percről 58 percre rövidül, ami a módosuló csatlakozások miatt a legtöbb vonal menetrendjét módosítja. A vonal hatása nemcsak a személyforgalomban jelentős. A hagyományos pályán felszabaduló kapacitás a növekvő teherforgalom rugalmasabb lebonyolítását teszi lehetővé.

### Hely- és pótjegy váltása
A vasút helyjegy nélkül is képes az utasigényeknek megfelelő számú ülőhellyel közlekedtetni a belföldi járatokat – igen, ilyen is létezik! A fakultatív helybiztosítást tipikusan a belépő nemzetközi vonatokra (ICE, TGV, Cisalpino) alkalmazzák, bár belföldi IC-járatokra is kérhető. A helybiztosítás a gyakorlatban a turisztikai szempontból frekventált vonatok első osztályú és kilátókocsijaiban ajánlatos, kötelező helyjegy csak speciális esetekben (EN-vonatok, Glacier-express) létezik. A „turistacsapda” vonatok némelyikén van pótjegy is.

## Svájc vasúti árufuvarozása
Svájc fontos tranzit szerepe az árufuvarozásban érvényesül igazán. Az EU-tagságot elutasító ország szigorú korlátozásokat vezetett be az országútjain, megállítandó a nehéz teherautók áradatát a svájci autópályákon. A svájci hágók urai a vasutak, és úgy tűnik azok is maradnak. A Gotthárd-hágón 14,2 millió tonna, a Lötschbergen 4,8 millió tonna áramlik át évente vasúton, míg a kapacitásának csúcsán működő Gotthárd, Simplon, Szent Bernát közúti alagutak együttesen 10,5 millió tonnát engednek át 1 millió 250 ezer darab nehéz teherautóval. Úgy tűnik a vasúti részarány a jövőben mindenképp növekedni fog. Ez két okra vezethető vissza. Az egyik, hogy Svájc mereven ellenez bárminemű kapacitás bővítő intézkedést a közúti alagutak esetében, a másik, hogy jelenleg két új vasúti alagút is megépült a térségben. Az 1999-ben megkezdett és 2016-ig tartó Gotthárd-bázisalagút-fúrás a Gotthárd-hágó alatt páratlan volt a maga nemében, ahogy az volt a vasútvonal 1880-as évekbeli megnyitásakor a ma is használt Gotthárd-alagút építése is.
A Lötschberg-bázisalagút egy fokkal szerényebb, hossza „mindössze” 34,6 km lett és az egymással párhuzamos két egyvágányú alagutat 2007 májusában át is adták. Az alagutak elkészülte után tervek vannak a teherautók kötelező vasútra tereléséről Olaszország és Németország között. Végső soron ugyanis azért építik a Svájciak a két alagutat, hogy megszabaduljanak milliónyi kamion okozta környezeti terheléstől.
A teherforgalomban az SBB 54,8 millió tonna árut szállít (ebből 31,8 millió tonnát nemzetközi forgalomban) 9,285 millió tonnakilométer (tkm) teljesítménnyel. Ehhez jönnek hozzá a magántársaságok adatai, amivel a vasút teljesítménye 10,9 millió tkm-re nő. Ezzel a Svájc vasúti árufuvarozása 33%-os részarányt könyvelhet el, ami az ország méretét tekintve páratlan teljesítmény (igaz, megegyezik az EU-hoz újonnan csatlakozott legtöbb kelet-közép-európai ország adatával).

## Napjainkban
A svájci üzemeltetők a növekedésért
Svájcban az elmúlt években közel 1,3 millió új utassal bővült személyszállítás, és nőtt a vonatok kihasználtsága, messze meghaladva az elvárásokat. A három percnél nem nagyobb késésű vonatok aránya a szokásos szinten maradt, a 88,2 százalékot elérte annak ellenére, hogy a hálózat használata terhelése, 2003 óta 17 százalékkal nőtt, és az állomásokon nagyobb az utastömeg. Természetesen a növekedés több fenntartási munkát igényelt, és ez többletköltséggel jár. Az SBB csökkenteni kívánja a pályafenntartással foglalkozókat, mivel az elmúlt években számuk nagy mértékben emelkedett. Az SBB tárgyal a kormánnyal a 2011-2012 év üzemének finanszírozási tárgyában. Bár a vasút 3,7 milliárd svájci frankot kért, a kormány csak 2,9 milliárdot kíván biztosítani. Ez bizonyos fejlesztések elhalasztását jelent. Ennek ellenére az SBB 2030-ig a korábbi tervének megfelelően 20 milliárd frankot kíván új járművek beszerzésére fordítani. Az elmúlt évben tette közzé a legnagyobb tender kiírását, 59 új távolsági emeletes, ívbe bebillenő vonatok beszerzésére, 2 milliárd svájci frank értékben. A személyszállítás növekedése miatt az állomásokat is bővítik, felújítják. Miközben nő a személyszállítási üzem, a menetrendből eltűnt a Cisalpino, a Trenitaliával közös vállalat keretében működtetett határátmeneti forgalom. A két vasút visszatért, a Svájc és Olaszország közötti forgalom független lebonyolításához. A problémát, az olasz oldalon tapasztalt késések, és a vonatok növekvő megbízhatatlansága, amit az ETR 470 ívbe bebillenő vonat műszaki hibája okozott. Miközben a személyszállítás teljesítménye a gazdasági válság ellenére növekedett, az áruszállításé, az SBB Cargo, és a BLS Cargo 16,2 százalékkal kevesebb bevételhez jutott. A visszaesés a nemzetközi áruk esetében a 30 százalékos volt. Miközben a svájci tranzit áruszállítás csökkent 2009-ben, az egyetlen pozitív eredményt a kamionok vasúti szállításában értek el, amelyet hosszú idő óta, mint az intermodál üzem kiegészítőjeként tartanak számon, az Alpokon keresztül haladó forgalomban.

## Vasúti kapcsolata más országokkal
- Ausztria – azonos nyomtáv (1435 mm), azonos áramrendszer 15 kV 16,7 Hz
- Franciaország – azonos nyomtáv (1435 mm), eltérő áramrendszer 15 kV 16,7 Hz / 25 kV 50 Hz vagy 1,5 kV DC
- Németország – azonos nyomtáv (1435 mm), azonos áramrendszer 15 kV 16,7 Hz
- Olaszország – azonos nyomtáv (1435 mm), eltérő áramrendszer 15 kV 16,7 Hz / 3 kV DC
- Liechtenstein – azonos nyomtáv (1435 mm), azonos áramrendszer 15 kV 16,7 Hz
- Olaszország eltérő nyomtáv és áramrendszer (Bernina-vasút), azonos nyomtáv (Gotthárd-vasútvonal)